# Leucaena cuspidata
Leucaena cuspidata es una especie de árbol de la familia Fabaceae. Se encuentra sólo en México. Está amenazada por pérdida de su hábitat.